# Concerto pour violon no 1 de Saint-Saëns
Pour les articles homonymes, voir Concerto pour violon no 1.
Le Concerto pour violon no 1 en la majeur op. 20, est chronologiquement le second concerto pour violon des trois composés par Camille Saint-Saëns. Il a été écrit en 1859, soit un an après son premier concerto. Il a été créé à Paris le 4 avril 1867.
Il est dédié au violoniste Pablo de Sarasate, comme le fut son troisième concerto. Ce concerto est composé d'un seul mouvement et son exécution demande environ 12 minutes.
1. Allegro - Andante espressivo - Tempo primo

## Discographie sélective
- Kyung Wha Chung, violon, Orchestre Symphonique de Montréal, dir. Charles Dutoit. CD Decca 1981
- Philippe Graffin, violon, Complete Violin Concertos (n°1, n°2, n°3), Scottish Symphony Orchestra, dir.Martyn Brabbins. CD Hyperion 1998
- Fanny Clamagirand, Complete Violin Concertos (n°1, n°2, n°3), Sinfonia Finlandia Jyväskilä, dir. Patrick Gallois. CD Naxos 2009
- Andrew Wan, violon, Complete Violin Concertos (n°1, n°2, n°3), symphonique de Montréal, dir. Kent Nagano. CD Analekta 2015